# Schroederella robusta
Schroederella robusta är en tvåvingeart som beskrevs av Gorodkov 1962. Schroederella robusta ingår i släktet Schroederella och familjen myllflugor. Inga underarter finns listade i Catalogue of Life.